# Zaltane
Zaltane (em árabe: زلطن; romaniz.: Zalten) é uma cidade na Líbia situado na região de Nigatal Homs.